# Sebastian Helbig
Sebastian Helbig (ur. 25 kwietnia 1977 w Gocie) – niemiecki napastnik lub ofensywny pomocnik. Obecnie gra w klubie VfL Hohenstein-Ernsttal. Helbig wraz z Bayerem 04 Leverkusen w sezonie 1996/1997 został wicemistrzem 1. Bundesligi.